# 3-pentanol
3-pentanolul este un compus organic cu formula chimică C5H12O. Este unul dintre izomerii pentanolului.

## Obținere
3-pentanolul poate fi obținut în urma reacției de hidroliză a 3-cloropentanului, hidratării 2-pentenei sau hidrogenării 3-pentanonei.